# 美国驻青岛总领事馆

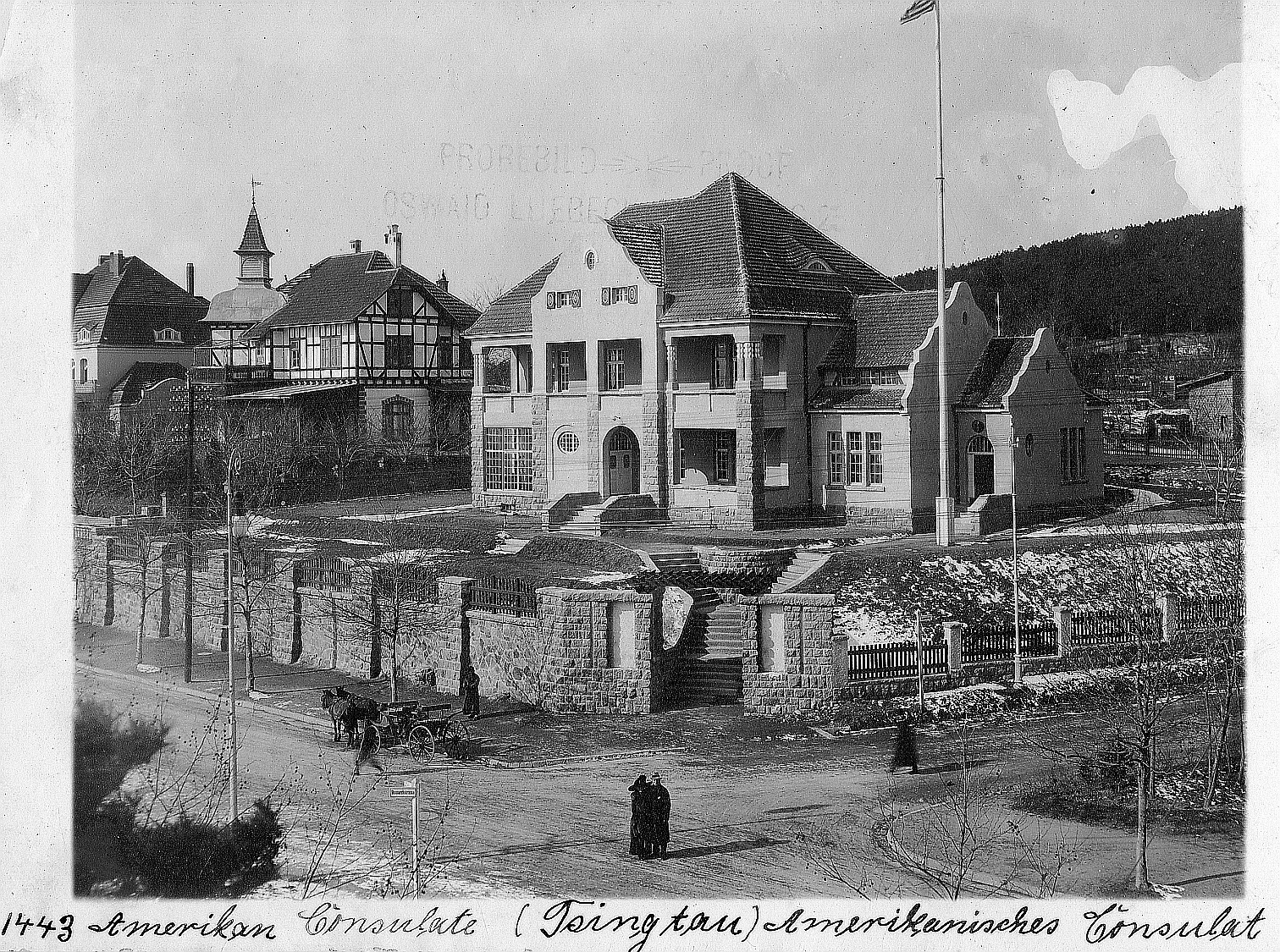
1910年代的美国驻青岛总领事馆

美国驻青岛总领事馆（英語：Consulate General of the United States, Tsingtao）为美国设在青岛市的外交代表机构，始建于1906年，1949年被撤销。其馆址旧址位于青岛市市南区沂水路1号。

## 历史
美国于1906年9月16日起在青岛设立领事馆。1919年在美国驻济南领事高思（英語：Clarence E. Gauss）建议下，青岛领事馆与济南领事馆合并，不过很快就恢复。1941年太平洋战争爆发后领事馆被日本关闭，并委派瑞士驻青岛代表艾格尔代理美国在山东的权益。抗日战争结束后于1945年12月1日重新开馆。1946年9月1日升格为总领事馆。中华人民共和国成立后，总领馆于1949年10月15日被中国政府关闭，领馆人员于1950年1月23日离开青岛。

## 馆址

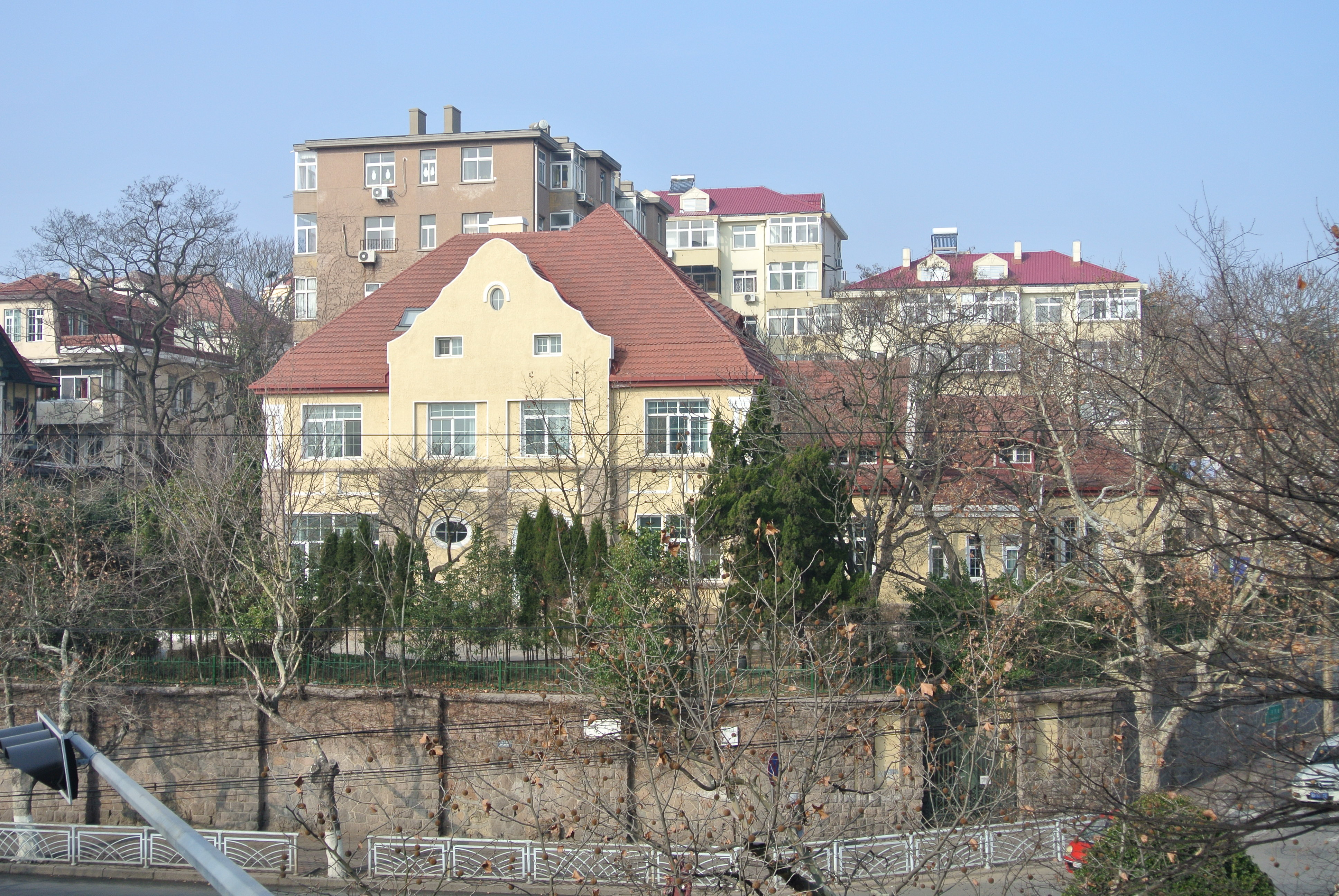
美国领事馆旧址，2016年

### 馆址历史
美国领事馆馆址初期曾设于俾斯麦街（今江苏路）美国长老会住宅内。
1912年，美国领事馆迁往今沂水路1号。此处建筑建于1911年至1912年间，最早是德籍建筑师李希德（德語：Paul Friedrich Richter）的物业，李希德在该建筑建造时将其预租给领事馆。1949年1月，领事馆将该楼出售给中国银行，此后迁入兰山路2号美国海军第七舰队司令部大楼，直至关闭。
1949年2月24日，青岛卫理公会在沂水路1号成立，美国卫理公会传教士韩丕瑞（Perry Oliver Hanson）夫妇曾在此居住。沂水路1号建筑1950年代后作为中国人民银行幼儿园使用，现为招待所，属于中国人民银行青岛市中心支行。2000年，该建筑列入第一批青岛市历史优秀建筑。2004年曾经历翻修。2012年11月6日，该建筑列入市南区未核定为文物保护单位的不可移动文物（一般不可移动文物）名录。

### 馆址建筑特色
沂水路1号建筑面积1108.57平方米，砖石结构，地上2层，地下1层，附设阁楼。由于该建筑处于山坡，主入口地面与沂水路路面有近5米的高差，其院落筑有花岗岩护坡。建筑主体部分正立面呈中轴对称布局，花岗岩蘑菇石砌墙基，墙角等处也以花岗岩蘑菇石装饰，外墙为米黄色拉毛墙面。其中段向外凸出，底部设主入口，上方起三角形山墙，开牛眼窗，曲线山花，北侧另开一处入口。屋顶为红色牛舌瓦蒙莎屋顶，近檐口处作折坡处理。室内层高约4米，铺设人字形木地板与雕花护墙板，并设有壁炉。
该楼平面清晰，立面装饰简洁，反映了1910年代欧洲建筑风格开始趋向实用主义的潮流。

## 历任领事
以下列出美国驻青岛历任领事。其中黑色代表领事（领事馆时期）、总领事（总领事馆时期），灰色代表副领事（领事馆时期）、领事（总领事馆时期）。
| 姓名     | 英文名             | 就任          | 离任           | 领事职务 | 备注                          |
| -------- | ------------------ | ------------- | -------------- | -------- | ----------------------------- |
|          | Edgar Kopp         | 1909年        | 1911年         | 副领事   | 代理领事                      |
|          | James C. McNally   | 1910年        | 1914年         | 领事     |                               |
|          | John A. Bristow    | 1914年        |                | 副领事   |                               |
| 樊克     | Willys R. Peck     | 1914年        | 1914年10月15日 | 领事     |                               |
| 樊克     | Willys R. Peck     | 1916年        |                | 领事     |                               |
| 樊克     | Willys R. Peck     | 1921年        |                | 领事     |                               |
| 欧敦司   | Walter A. Adams    | 1921年        | 1922年         | 副领事   |                               |
| 欧敦司   | Walter A. Adams    | 1922年        | 1925年         | 领事     |                               |
| 纽伯尔   | Hiram E. Newbill   | 1924年        | 1929年         | 副领事   | 1924年4月、1927年10月代理领事 |
| 道尔清   | W. Roderick Dorsey | 1925年10月    | 1927年         | 领事     |                               |
| 索克彬   |                    | 1929年5月     |                | 领事     |                               |
|          | Augustus S. Chase  | 1932年        |                | 领事     |                               |
|          | Carl O. Hawthorne  | 1932年        | 1938年         | 副领事   |                               |
| 白格     | David C. Berger    | 1931年9月     | 1935年         | 领事     |                               |
| 索克彬   | Samuel Sokobin     | 1934年冬      |                | 领事     |                               |
| 梅義     | Paul W. Meyer      | 1938年        |                | 领事     |                               |
| 麦尔     |                    | 1940年7月     |                | 领事     |                               |
| 艾格尔   |                    | 1941年12月    |                |          | 瑞士驻青岛代表代理权益        |
| 索克彬   | Samuel Sokobin     | 1943年2月     |                | 领事     |                               |
| 麦尔     |                    | 1945年12月    |                | 领事     |                               |
| 谢伟志   |                    | 1945年12月    |                | 副领事   | 1946年1月署理馆务             |
| 司派克   | Spiker             | 1946年9月     |                | 总领事   | 升格为总领事馆                |
| 谢伟志   |                    | 1946年9月     |                | 领事     |                               |
| 贺逊     |                    | 1947年        |                | 领事     |                               |
| 师枢安   | Robert C. Strong   | 1947年        |                | 领事     |                               |
| 史强     |                    | 1948年        |                | 领事     | 1948年1月代理总领事           |
| 滕诺     | William T. Turner  | 1948年3月     |                | 总领事   |                               |
| 杜纳     |                    | 1948年7月     |                | 总领事   |                               |
| 特尔乃尔 |                    | 1948年        |                | 总领事   |                               |
| 郝思恩   | Hawthorne          | 1948年        | 1950年         | 领事     | 1949年5月28日代理总领事       |
| 韩佐治   |                    | 1949年5月28日 | 1950年         | 领事     |                               |